# 暎嬪李氏
暎嬪 李氏（えいひん りし、ヨンビン イシ、영빈 이씨、1696年8月15日 - 1764年8月23日）は、李氏朝鮮第21代国王英祖の後宮で、荘献世子の生母。第22代王正祖の祖母。

## 生涯
1696年に李楡蕃の娘として誕生。1701年に女官として入宮。1726年に英祖の寵愛を受け、側室の身分である淑儀に封じられた。1727年に和平翁主を出産したことを機に貴人、側室の最高位である嬪に昇格していった。
1727年から1738年の間に荘献世子などの7人の子女を出産したが、和緩翁主を除く6人は若くして亡くなっている。特に和平翁主は、夫の寵愛を大いに受けた。1748年に和平翁主が亡くなると、深く悲しんだ。
息子の荘献世子は夫との葛藤で精神を病むようになり、さらに世子が女官や宦官を殺害するという奇怪な行為に悩まされた。1762年に老論派が世子を非難していく中、彼女は夫の英祖に息子の奇行を告げ、息子を処刑する様に奏上した。同年に息子は米櫃に閉じ込められ、餓死。
1764年に68歳で病の為、死去。息子の死から2年後のことであった。

## 家族
- 父：贈賛成　李楡蕃（イ・ユハン、生没年不詳）
- 母：漢陽金氏
- 夫：英祖
- 長女：和平翁主（朝鮮語版）（1727年 - 1748年）- 朴明源正室
- 次女：和協翁主（1733年 - 1752年）- 申光綏正室
- 長男：思悼世子/荘献世子 李愃（1735年 - 1762年）- 第22代国王正祖の実父。追贈王（諡号: 荘祖）
  - 孫：正祖（1752年 - 1800年）
- 三女：和緩翁主（1738年 - 1808年）- 鄭致達（朝鮮語版）正室
  - 他、翁主3人があったがいずれも夭折

## 登場作品

### テレビドラマ
- 大王の道（MBC、1998年、配役：チョン・ヘソン）
- 赤い月（KBS、2015年、配役：イ・ハンナ）
- 赤い袖先（MBC、2021年、配役：ナム・ギエ）

### 映画
- 王の運命 -歴史を変えた八日間-（MBC、2015年、配役：チョン・ヘジン）